# Schüleraustausch

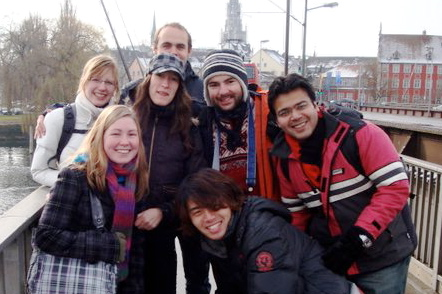
Internationale Studierende in Liechtenstein

Schüleraustausch bezeichnet den gegenseitigen Besuch von Schülergruppen oder einzelnen Jugendlichen über Ländergrenzen hinweg. Der Schüleraustausch ist eine Form des Jugendaustausches. Der Schüleraustausch ist Teil der schulischen Bildung und Erziehung. Zu unterscheiden vom Schüleraustausch in der Schule ist die außerschulische Säule der  internationalen Jugendarbeit, die Teil der  allgemeinen Jugendarbeit und damit der Kinder- und Jugendhilfe ist. Daneben gibt es noch den Au-Pair-Austausch als Teil von Erziehung und Bildung in der Familie.
Ziel des Schüleraustausches ist die Förderung der Völkerverständigung, der interkulturellen Kompetenz, dem Erwerb oder Verbesserung der Fremdsprachenkenntnisse, der Verselbstständigung der Persönlichkeit von Jugendlichen, das Kennenlernen der Kultur im Gastland, das Gastland als solches.

## Formen

### Schüleraustausch mit einer Partnerschule
Die ursprüngliche Form des Schüleraustausches ist der Besuch von Schulklassen einer Partnerschule im Ausland. Jeder Schüler bekommt einen Austauschpartner zugewiesen, bei dessen Familie er während des Aufenthaltes im anderen Land wohnt. Beim zeitlich versetzten Gegenbesuch des Austauschpartners im eigenen Land lebt dieser dann in der Familie des Schülers. Der Austausch wird häufig von einem oder mehreren Lehrern begleitet, die die Fremdsprache unterrichten.
Das Programm der Europäischen Union Erasmus+ fördert den Gruppenaustausch im Rahmen von Schulklassen. Erasmus+ ist Nachfolger des Comenius-Programms. Darüber hinaus gibt es organisierte Besuche von Gruppen im Schulalter, die etwa durch das Deutsch-Französische Jugendwerk gefördert werden.

### Drittortbegegnungen
Neben den Besuch von Schulklassen an einer Partnerschule gibt es auch Drittortbegegnungen, z. B. an Schülerbegegnungsstätten. Erasmus+ fördert Begegnungen an Gedenkstätten oder in Städten mit Sitz von EU-Institutionen.

### Individualaustausch
Neben dem Gruppenaustausch gibt es auch den Austausch einzelner Schüler. Dieser kann ein Kurzzeithaufenthalt sein oder einen längeren zusammenhängenden Zeitraum umfassen. Meistens besucht der Austauschschüler dabei eine Klasse einer Gastschule. Es werden jedoch auch Schülerpraktika angeboten. Die Unterbringung erfolgt meist ein einer Gastfamilie, es gibt aber auch Unterbringungen in Internatsschulen. Die übliche Klassenstufe für diese Auslandsaufenthalte ist die 9., 10. oder 11. Klasse. Historisch betrachtet ist die übliche Dauer des Aufenthalts vor allem in den USA ein Schuljahr („Austauschjahr“ – ATJ), seltener ein Halb- oder Vierteljahr. Vor allem in Australien und Neuseeland dominieren seit den 2010er Jahren allerdings Halbjahresprogramme, während sich in Kanada Halb- und Ganzjahresprogramme ungefähr die Waage halten.
Es ist aber insbesondere beim individuellen Auslandsaufenthalt nicht selbstverständlich, dass die Gastfamilie Kinder im selben Alter hat. Auch ältere Ehepaare, alleinstehende Frauen und Männer sowie Familien mit kleinen Kindern können Gastfamilie werden. Die Entwicklung eines familiären Verhältnisses zu den Gasteltern gelingt nicht immer im ersten Versuch. Austauschorganisationen bieten daher häufig die Möglichkeit zum Wechsel der Gastfamilie an.
Der Individualschüleraustausch ist mit einem erheblichen organisatorischen Aufwand verbunden (Besorgung von Visa, Organisation eines Schulplatzes, Schulbefreiung in Deutschland, Organisation einer Gastfamilie, Versicherungen, Impfungen, Anreise und Abreise). Die Durchführung und Finanzierung kann über öffentliche Programme, Austauschorganisationen oder in Eigenregie erfolgen.

### Öffentliche Programme

#### Individualaustausch
Bekannte öffentliche Programme sind:
- das German American Partnership Program und das Parlamentarische Patenschafts-Programm
- das Voltaire-Programm und das Brigitte-Sauzay-Programm des Deutsch-Französischen Jugendwerks
- verschiedene Programme einiger Bundesländer[3]
  - Baden-Württemberg: Trimester-Programme in Zusammenarbeit mit dem gemeinnützigen Verein AFS (American Field Service) und teilweise dem Peace-Program
  - Bayern: Förderung über den Bayerischen Jugendring von zwei- bis dreimonatiger Dauer[4] oder als Botschafter Bayerns[5] einjährige individuelle Schüleraustausche in Zusammenarbeit mit dem gemeinnützigen Verein Youth For Understanding.
  - Hamburg: Förderung von zweiwöchigen bis dreimonatigen Aufenthalten durch das „Behördenprogramm“ oder vier- bis sechswöchige Aufenthalte durch das „Zuvogelprogramm“
  - Hessen: vierwöchige bis fünfmonatige Programm mit Wisconsin und Aquitaine
  - Niedersachsen: Förderung von sechswöchigen bis dreimonatigen Austauschen mit Frankreich, Spanien und Chile
  - NRW: zwei- bis sechsmonatige Austauschprogramm der Bezirksregierung Düsseldorf[6]
  - Rheinland-Pfalz: zehnwöchigen Schüleraustausch mit der kanadischen Provinz British Columbia, im Rahmen des Schuman-Programms vierwöchigen Schüleraustausch in Frankreich oder Belgien und Anna-Seghers-Programm mit der Region Burgund.
  - Saarland: Rahmen des Schuman-Programms individueller zweiwöchiger Schüleraustausch in Lothringen, Luxemburg und Belgien
  - Sachsen: vierwöchige Austausche im Vereinigten Königreich, in den USA, in Kanada, Frankreich, Malta und Tschechien
  - Schleswig-Holstein: zweiwöchiger Schüleraustausch mit dem Kanton Waadt in der Schweiz

Anders als die bereits öffentlich geförderten Kurzzeitformate der Schulaustausche und der internationalen Jugendarbeit erfährt der langfristige individuelle Schüleraustausch – mit Ausnahme der Botschafter Bayerns im allerdings geringen Umfang – bisher keine finanzielle Förderung durch den Staat.

#### Gruppenaustausch
Erasmus+ finanziert sowohl Kurzzeitaustausche zwischen zehn und 29 Tagen, als auch Langzeitaustausche ab 30 Tagen bis ein Jahr. Die Lehrkräfte der entsendenden Schule und der Gastschule organisieren den Aufenthalt, entwickeln einen Stundenplan für den Austauschschüler und finden eine Gastfamilie. Dafür werden ebenfalls finanzielle Unterstützungen gewährt. Auch Schülerpraktika werden durch Erasmus+ gefördert. Erasmus+ ist der Nachfolger des Comenius-Programms.

### Austauschorganisation
Gegen Entgelt übernehmen häufig Schüleraustauschorganisationen diese Arbeit, die teilweise gemeinnützig sind oder ein wirtschaftliches Eigeninteresse verfolgen. Austauschorganisationen bieten darüber hinaus häufig Mehrwertdienste, wie Vor- und Nachbereitungsseminare, Betreuung vor der Anreise und während der Aufenthalts, Möglichkeit die Gastfamilie zu wechseln, Bezahlung der Schulgebühren, Netzwerk der Schüler aus den Seminaren und einen Alumni-Austausch.

## Statistik
In Deutschland begaben sich in dem Schuljahr 2010/11 rund 21.350 Schüler für einen mindestens dreimonatigen Schüleraustausch ins Ausland. Nie zuvor hatte es mehr jährliche Teilnehmer gegeben. Nach einem jahrelangen Rückgang auf schließlich 16.600 Austauschschüler im Schuljahr 2017/18 konnte erstmals im Schuljahr 2018/19 wieder ein positiver Trend festgestellt werden.
Bevorzugtes Ziel eines mindestens dreimonatigen Schüleraustausch sind die USA. Jedoch gewinnen – neben den englischsprachigen „Alternativländern“ Australien, England, Irland, Kanada und Neuseeland – einige lateinamerikanische und europäische Länder immer mehr Zulauf, wobei die absoluten Teilnehmerzahlen dort im Vergleich zu den USA noch immer gering sind.
Für das Schuljahr 2017/2018 verteilen sich die Teilnehmerzahlen der gemeinnützigen und privatwirtschaftlichen Austauschorganisationen bei den beliebtesten Zielländern wie folgt:
- USA: 4.535
- Kanada: 2.045
- Neuseeland: 1.250
- Vereinigtes Königreich: 895
- Australien: 730
- Irland: 730

Bei vielen Schülern stehen neben der Neugier auf eine andere Kultur vor allem Karriereaspekte und bessere Sprachkenntnisse/-fertigkeiten im Vordergrund. Rund 95 % der deutschen Austauschschüler besuchen ein Gymnasium; Real-, Haupt- und Gesamtschüler sind kaum vertreten. Hohe Kosten, die Auswirkungen der Wirtschaftskrise von 2009 sowie mangelnde Unterstützung von Lehrern, Schulen und Behörden sehen Eltern und Schüler als Haupthindernisse bei einem Austauschjahr. Eine große Rolle spielte auch die Einführung von G8, dem Abitur in zwölf Jahren. Dadurch war es schwieriger geworden, ein Austauschjahr zu integrieren, ohne ein Schuljahr wiederholen zu müssen. Da viele Bundesländer nunmehr wieder auf G9 umstellen, sollte sich dies perspektivisch auch wieder positiv auf die Teilnehmerzahlen auswirken.
Rund zwei Drittel der Teilnehmenden sind weiblich, etwa drei Viertel der Teilnehmer stammen aus sehr guten bis gehobenen finanziellen Verhältnissen. Obwohl es einige Stipendien der Austauschorganisationen, die Möglichkeit der Finanzierung über Auslandsbafög sowie über einige wenige staatliche Förderprogramme gibt, liegt die Finanzierung überwiegend bei den Eltern, die je nach Gastland für Programmkosten von 5.000 bis rund 20.000 Euro für ein Schuljahr im Ausland aufkommen müssen.  Um mehr Jugendlichen einen Schüleraustausch innerhalb Europas auch unabhängig vom Einkommen der Eltern zu ermöglichen, sind im Erasmus+ Nachfolgeprogramm ab 2021 zusätzliche Fördermittel für Schulen vorgesehen.